# Republika Wyspy Róż
Republika Wyspy Róż (esperanto Respubliko de la Insulo de la Rozoj, wł. Repubblica dell’Isola delle Rose) – krótkotrwała mikronacja osadzona na sztucznej platformie położonej na Morzu Adriatyckim, 11 kilometrów od wybrzeża prowincji Emilia-Romagna we Włoszech. Platforma została zbudowana przez włoskiego inżyniera Giorgio Rosę, który mianował się jej prezydentem i ogłosił ją niepodległym państwem 1 maja 1968 roku.
Ostatecznie platforma Republiki Wyspy Róż została zajęta przez grupę liczącą kilku karabinierów i funkcjonariuszy Korpusu Straży Skarbowej dokładnie 25 czerwca 1968 roku.. 13 lutego 1969 roku włoscy saperzy zaminowali platformę, detonując 1080 kilogramów dynamitu, które nie zniszczyło jej całkowicie. Platforma została w całości zniszczona dziesięć dni później.

## Historia

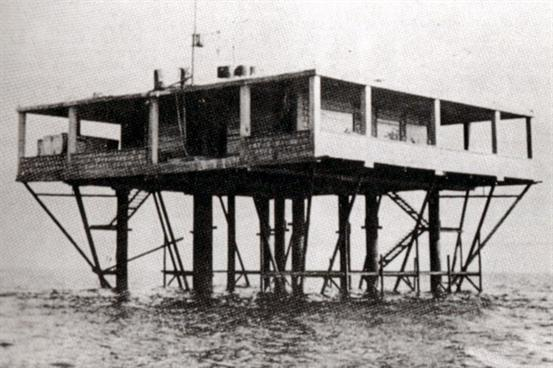
Platforma Republiki Wyspy Róż

Początki Republiki Wyspy Róż zaczynają się w 1964 roku kiedy włoski inżynier Giorgio Rosa otrzymał pozwolenie na budowę dużej platformy o powierzchni 400 m² na Morzu Adriatyckim, 11 kilometrów od wybrzeża prowincji Emilia-Romagna we Włoszech. Cała platforma była wspierana przez dziewięć filarów przymocowanych do dna morskiego.

### Ogłoszenie niepodległości
Republika Wyspy Róż ogłosiła swoją niepodległość 1 maja 1968 roku. Giorgio Rosa pod wpływem swojego przyjaciela, księdza esperantysty Albino Ciccantiego wybrał język Esperanto jako język urzędowy swojego państwa. Decyzja ta miała potwierdzić suwerenność i niezależność Republiki Wyspy Róż od Republiki Włoskiej, a także miała ona podkreślać międzynarodowy charakter państwa, które dzięki tej decyzji stało się jedynym krajem na świecie, który przyjął język Esperanto jako swój język urzędowy.
Rozwój platformy oraz jej zastosowania są niejasne, ale wydaje się, że znajdowała się tam  restauracja, klub nocny, sklep z pamiątkami i poczta. Na platformie mogła również istnieć nielegalna stacja radiowa.
Chociaż Republika Wyspy Róż posiadała własny rząd, walutę, pocztę i placówki handlowe to nigdy nie została formalnie uznana za suwerenne państwo przez żaden kraj na świecie. Włoski rząd postrzegał Republikę Wyspy Róż jako sposób Giorgio Rosy na pozyskanie pieniędzy od turystów przy jednoczesnym uniknięciu opłaty podatku dochodowego. Włoski minister spraw wewnętrznych Paolo Emilio Taviani mówił, że platforma na której osadzona jest Republika Wyspy Róż jest wykorzystana do tajnego dokowania sowieckich łodzi podwodnych.

### Zniszczenie platformy
25 czerwca 1968 roku, 55 dni po ogłoszeniu przez Republikę Wyspy Róż niepodległości, platforma została zajęta przez grupę liczącą kilku karabinierów i funkcjonariuszy Korpusu Straży Skarbowej. Republika i jej rząd protestowały przeciwko zajęciu platformy, a ostateczny wynik debaty przeprowadzonej we Włoskim Parlamencie przesądził o konieczności zniszczenia platformy.
13 lutego 1969 roku włoscy saperzy zaminowali platformę, detonując 1080 kilogramów dynamitu, które nie zniszczyło jej całkowicie, tylko spowodowało wycięcie się filarów. Platforma została w całości zniszczona dziesięć dni później lądując na dnie Morza Adriatykiego. Jedyny i ostatni prezydent Republiki Wyspy Róż Giorgio Rosa zmarł na początku 2017 roku.

## W kulturze popularnej
- W 2013 roku ukazał się film dokumentalny o Republice Wyspy Róż w języku Esperanto[11].
- 9 grudnia 2020 roku w internetowym serwisie Netflix opublikowano film tragikomiczny pod tytułem „Wyspa Róży” opisujący historię Republiki Wyspy Róż[12].